# Алексеево (Кировская область)
Алексеево — деревня в Слободском районе Кировской области в составе Светозаревского сельского поселения.

## География
Находится на расстоянии примерно 17 км по прямой на восток-юго-восток от районного центра города Слободской.

## История
Известна с 1891 года. В 1905 году здесь (починок Алексеевский или Борисов) учтено было дворов 9 и жителей 78, в 1926 9 и 73 (все удмурты), в 1950 12 и 52 соответственно. В 1989 году оставалось 9 жителей. Современное название закрепилось с 1939 года. 

## Население
Постоянное население  составляло 1 человек (удмурты 100%) в 2002 году, 1 в 2010.